# Ulrich Buller

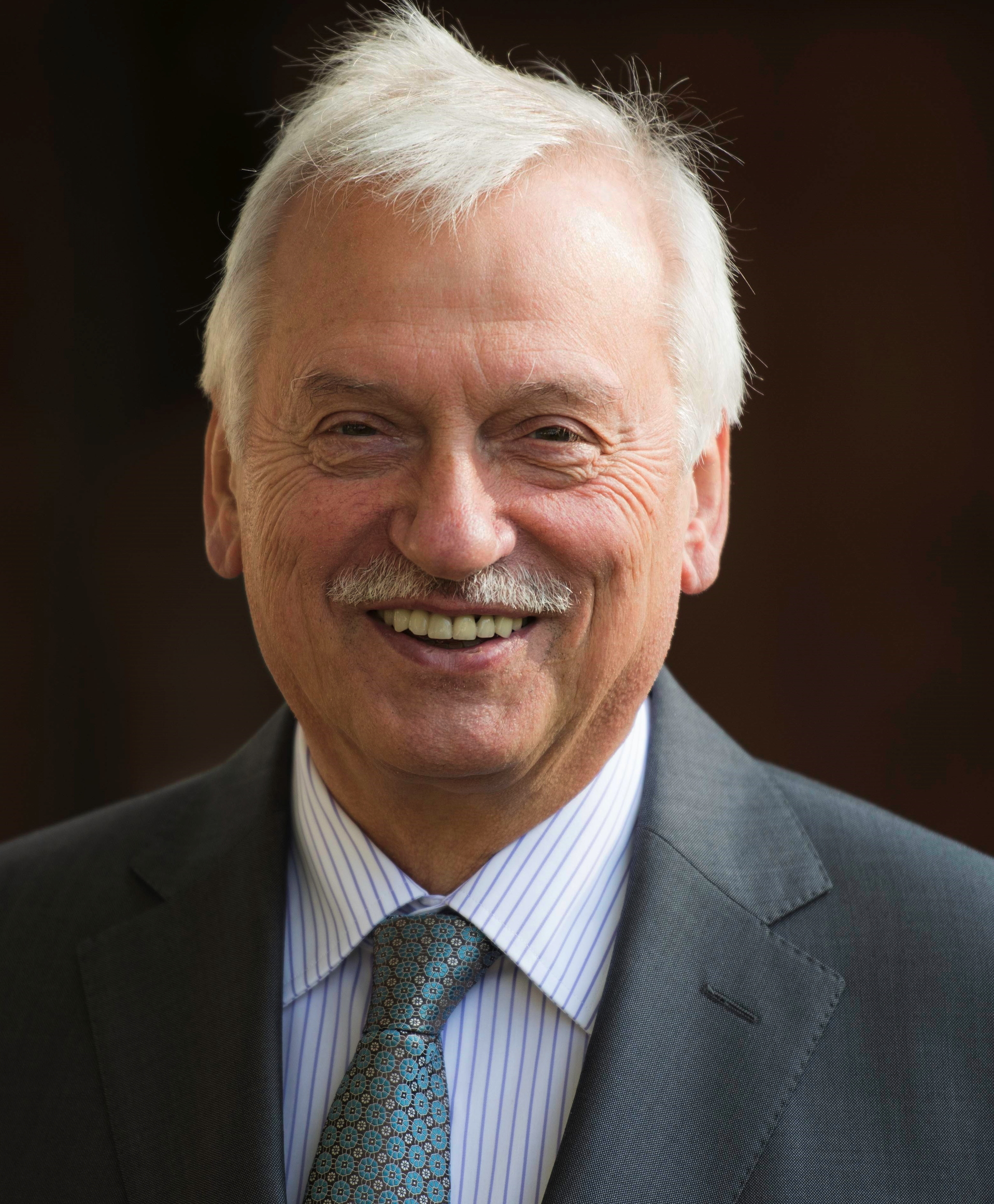
Ulrich Buller

Ulrich Buller (geboren am 1. Juni 1946; gestorben am 11. November 2020) war ein deutscher Chemiker.

## Leben
Der an der RWTH Aachen promovierte Chemiker war seit 1984 bei der Fraunhofer-Gesellschaft tätig.
Er leitete von 1997 bis 2006 das Fraunhofer-Institut für Angewandte Polymerforschung in Potsdam-Golm. Er wurde anschließend in den Vorstand der Fraunhofer-Gesellschaft berufen, wo er bis 2013 als Vorstand für Forschungsplanung tätig war. Von 2014 bis 2015 führte er den Institutsteil Bioanalytik und Bioprozesse des Fraunhofer-Instituts für Zelltherapie und Immunologie in Potsdam-Golm.
Buller gehörte ab 2007 auch dem Landeshochschulrat Brandenburg an, war Honorarprofessor an der Universität Potsdam und seit 2015 Mitglied des Potsdamer Wirtschaftsrates.
Ulrich Buller war Mitglied der Sozialdemokratischen Partei Deutschlands (SPD).

## Werke
- Ulrich Buller, Holger Hanselka (Hrsg.): ELEKTROMOBILITÄT. Aspekte der Fraunhofer-Systemforschung. 2013, Fraunhofer IRB Verlag, Stuttgart, ISBN 978-3-8396-0410-6